# そばの殿様
『そばの殿様』は、古典落語の演目の一つ｡　そば打ちに凝った殿さまが、出来のわるい蕎麦をむりやり家来に食わせ、のきなみ病人にしてしまう。

## あらすじ
時は江戸時代。ある藩に、若い殿様がいた。殿さまはある日、ご親戚筋に呼ばれた饗応の席で、アトラクションに演じられた蕎麦打ちの実演に感心し、自分もやってみたくなった。
殿さまはお城に帰ると、さっそく家来一同を集め、自ら打った蕎麦の試食会を開催する。しかしそもそも普段から料理の経験なんかない殿様が、見よう見まねで料理のうちでも難しい蕎麦打ちをして、上手くいくわけがない。できあがった蕎麦はぐっちゃりした、まるでヘドロのような物体であった｡見ていた家来一同、食べる前から生きた心地がしない｡いざ食してみると案の定、仕上がりは最悪だった。殿さまの前でまずいとも言えず無理やり腹につめこんだご家来衆はその晩のきなみ腹をこわし、ひと晩中トイレに通ったあげく、翌日青い顔をして出勤してきた｡　さてお城に出てみると、殿さまは今日も蕎麦をお打ちになり、家来一同にお振る舞いくださるという。
「昨日の不出来よりご経験になり、本日のは幾分なりとも上首尾な出来にございましょうや」と聞いたところ、殿は答えた。「うむ、いかなるわけか、昨日より不出来じゃ。しかしせっかくそれがしがそなたら家臣一同のため、じきじき打った蕎麦、我慢して食せ」
嫌とは言えないのが勤めの身。一同は「はっ、ありがたき幸せに存じまする」と泣きながら食べ始めたが、とうとうたまりかねた一人が訴えた。
「これ以上、上様のそばを下されるなら、ひと思いに切腹をお申しつけ願いまする！」
｢なに食えないと?　そのような不届きものは、手打ちに致す!!｣